# Bezkontaktní platba
Bezkontaktní platby (také známé jako touch and go nebo wave and pay) jsou prováděny pomocí kreditních a debetních karet, přívěsků na klíče, čipových karet nebo jiných zařízení, která používají RFID za účelem vykonání bezkontaktních plateb. Bezkontaktní platby umožňují zrychlení procesu placení v obchodech oproti dosavadnímu způsobu, kdy se platební karta zasouvá do čtečky.
První bezkontaktní platba v Česku byla provedena 20. července 2011 v čakovickém Globuse.
Česko je po Austrálii země s druhým největším podílem bezkontaktních plateb na světě (91 %), září 2017.
Existují dvě třídy bezkontaktních bankovních karet: s magnetickým proužkem (USA) a bezkontaktní EMV/čipové karty.

## Zabezpečení plateb
Zabezpečení plateb v České republice vychází z unijní směrnice zvané PSD2.
Banka při bezkontaktní platbě obvykle vyžaduje zadání PIN po každé páté platbě. PIN je nutné zadat i v případě, že klient platí z neobvyklého místa nebo obchodu (banka sleduje historii plateb) nebo platí vyšší částku než 500 Kč.